# Italeri

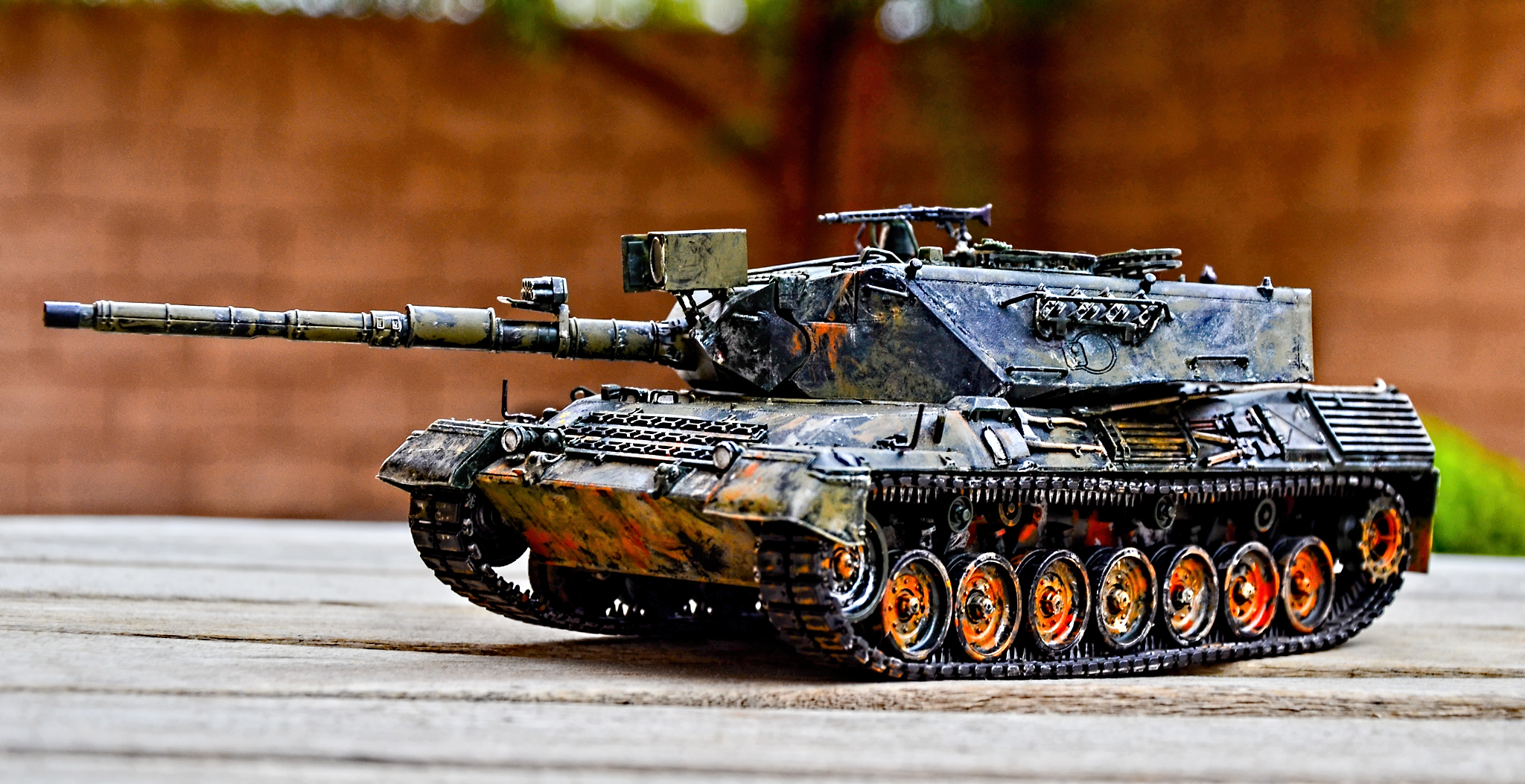
Model firmy Italeri w skali 1:35

Italeri – włoska firma produkująca modele samolotów, pojazdów wojskowych i innych akcesoriów związanych z modelarstwem. Znana z reedycji modeli nieistniejącej już firmy ESCI. W chwili obecnej, by dorównać konkurencji zaczęła wydawać modele z dodatkami żywicznymi i częściami fototrawionymi. Wiele modeli tego producenta jest konfekcjonowanych przez japońską firmę Tamiya, są one jednak wzbogacane o dodatkowe elementy – figurki lub ekwipunek. Modele Italeri konfekcjonuje także rosyjska firma Zvezda.

## Modele Italeri
Zakres tematyczny modeli produkowanych przez firmę obejmuje:
- Samoloty 1:72
- Śmigłowce 1:72
- Samoloty 1:48
- Samoloty 1:32
- Śmigłowce 1:48
- Kokpity 1:12
- Żołnierzyki 1:72
- Figurki historyczne 1:32
- Zestawy "battle set" 1:72
- Pojazdy wojskowe 1:72
- Pojazdy wojskowe 1:35
- Śmigłowce 1:35
- Zestawy uzupełniające (ekwipunek) 1:35
- Motory wojskowe 1:9
- Okręty 1:35
- Okręty 1:72
- Okręty 1:720
- Ciężarówki i naczepy 1:24
- Samochody 1:24
- Motocykle 1:6
- Motocykle 1:9